# Pažiť
Pažiť je obec na Slovensku v okrese Partizánske v Trenčínském kraji. V obci žije 502 obyvatel. První písemná zmínka o vesnici je z roku 1351. Ve vsi stojí moderní římskokatolický kostel svatého Dominika Savia.
Část Hradisko byla osídlena již v starší době bronzové a halštatské, pod ním je pohřebiště lužické kultury z mladší doby bronzové a keltsko-dácká osada.